# Platymaia maoria
Platymaia maoria är en kräftdjursart som beskrevs av Dell 1963. Platymaia maoria ingår i släktet Platymaia och familjen Inachidae. Inga underarter finns listade i Catalogue of Life.